# Coenosia strigifemur
Coenosia strigifemur är en tvåvingeart som beskrevs av Stein 1920. Coenosia strigifemur ingår i släktet Coenosia och familjen husflugor. Inga underarter finns listade i Catalogue of Life.